# ميغيل إتش دياز
ميغيل إتش دياز (بالإنجليزية: Miguel H. Díaz)‏ هو دبلوماسي أمريكي، ولد في 29 سبتمبر 1963.